# Фонд Ватиканської обсерваторії
Фонд Ватиканської обсерваторії — ватиканська установа, яка наглядає за Ватиканським телескопом передових технологій, Ватиканською обсерваторією та дослідницькою групою Ватиканської обсерваторії. Штаб-квартира фонду розташована в Стюардській обсерваторії Університету Аризони в Тусоні, штат Аризона, США.

## Історія
Фонд Ватиканської обсерваторії був створений у 1987 році після будівництва Міжнародної обсерваторії Маунт-Грем в Аризоні.

## Цілі
Фонд Ватиканської обсерваторії об'єднує вчених, філантропів і католицьку церкву, щоб сприяти науковим дослідженням неба шляхом підтримки Ватиканського телескопа передових технологій та освітніх ініціатив у всьому світі. Ця важлива для Церкви місія була предметом промови папи Бенедикта XVI до наукової спільноти.
Фонд сприяє роботі астрономів-єзуїтів з Ватиканської обсерваторії, які проводять роботи в багатьох галузях астрономії, зокрема, досліджуючи походження Сонячної системи, структуру галактик, планетологію, космологію, зоряну астрономію, а також роблять презентації з астрономії для широкого загалу.
З 1986 року Ватиканська обсерваторія раз на 2 роки проводить літні школи в Кастель-Гандольфо в Італії, щоб надати молодим ученим з усього світу можливість навчатися у провідних світових експертів з астрономії. Цією діяльністю керує Фонд.
Фінансування заробітної плати персоналу та адміністративних витрат надходить безпосередньо від Святого Престолу. Фінансування Ватиканського телескопа передових технологій і освітніх ініціатив надходить від благодійників, які дають пожертви Фонду Ватиканської обсерваторії.
Фонд звільнений від оподаткування пожертвувань.